# Machaeritis acibdela
Machaeritis acibdela är en fjärilsart som beskrevs av Turner 1940. Machaeritis acibdela ingår i släktet Machaeritis och familjen praktmalar, Oecophoridae. Inga underarter finns listade i Catalogue of Life.